# Nofollow

nofollow est une valeur de l'attribut rel (relation) de la balise <a>, qui sert en HTML à produire un lien hypertexte. L'attribut nofollow (de l'anglais no follow, ne pas suivre) sert à spécifier que le lien en question ne doit pas être pris en compte par un programme lisant la page, par exemple afin de ne pas augmenter le rang dans les moteurs de recherche du site web vers lequel pointe le lien. Il est notamment utilisé pour les liens de faible qualité. Il peut également être utilisé lorsque le webmestre souhaite spécifier aux moteurs de recherche qu'il n'est pas nécessaire de suivre le lien, par exemple quand celui-ci pointe vers un formulaire d'inscription.
En 2020, le moteur de recherche de Google traite l'attribut nofollow comme un indice plutôt que comme une directive, lors de ses recherches et de l'indexation des sites.

## Syntaxe
Lien de base vers un site :
```
<
a
 
href
=
"http://www.example1.com"
>
Texte présentant un lien vers le site 1
</
a
>

```

Lien avec attribut nofollow :
```
<
a
 
href
=
"http://www.example2.com"
 
rel
=
"nofollow"
>
Texte présentant un lien vers le site 2
</
a
>

```

## Utilisation
L'utilisation principale de cet attribut est lié au contenu généré par les internautes (commentaires de blogs, liens depuis des wiki...). Ce contenu étant relativement facile à abuser, les moteurs de recherche préfèrent ne pas les prendre en compte dans leurs algorithmes de popularité.
L'usage de cet attribut s'est ensuite étendu à la lutte contre l'achat de liens pour le référencement naturel. Des sociétés entières ont basé leur modèle économique sur cette technique. D'après les recommandations de Google, tout lien ayant donné lieu à une rétribution financière devrait être en nofollow.
Le PageRank sculpting consiste à placer l'attribut nofollow sur des liens internes pointant vers des pages considérées comme de faible intérêt pour les moteurs de recherche. Ceci permettrait ainsi de concentrer la diffusion du PageRank vers les pages les plus rentables. Google a annoncé que l'algorithme divisait, schématiquement, le PageRank interne d'une page en autant de liens qu'il y a sur la page.[réf. nécessaire] Les liens internes en nofollow ne permettraient donc pas de gagner plus de popularité et pourraient au contraire en faire perdre.

## Controverse
Des critiques émanant en particulier de la liste de diffusion du W3C soulèvent des problèmes de définition, de nom, d'efficacité, ainsi qu'un potentiel dommage collatéral sur les liens pertinents : « si les outils ajoutent automatiquement nofollow à tous les liens des parties tiers, alors beaucoup de liens légitimes non-spam seront ignorés ou se verront donnés un poids réduit, et par conséquent la destination de tels liens sera une victime malencontreuse. »

### Controverse sur Wikipédia
Wikipédia annonce début 2007 qu'elle emploiera la balise nofollow sur tous ses liens externes. La décision provoque un certain remous, bien qu'il s'agisse en fait d'un rétablissement, et qu'elle ne concerne que la Wikipédia anglophone, les autres l'ayant déjà adoptée. En fait, l'attribut n'a cessé d'être présent que quelques semaines.
Wikipédia justifie, en 2007, la mise en place des balises en nofollow par le fait que ces balises découragent le spam, puisque le passage par un lien situé sur Wikipédia ne sert pas au référencement du site externe.
La présence de nofollow sur Wikipédia est critiquée par des webmestres d'autres sites Internet qui estiment que les balises nofollow seraient contraires au principe de base de la réciprocité des liens Internet. L'écrivain américain Nicholas Carr, spécialisé dans les technologies informatiques, juge ainsi en 2007 que, « bien que l'usage de la balise nofollow soit certainement compréhensible dans le contexte de la lutte anti-spam, cela transforme Wikipédia en une espèce de trou noir sur le net. Wikipédia absorbe de vastes quantités d'énergie sous forme de liens mais n'en libère jamais. »